# 国際連合安全保障理事会決議715
国際連合安全保障理事会決議715（こくさいれんごうあんぜんほしょうりじかいけつぎ715 英: United Nations Security Council Resolution 715）は。1991年10月11日に国際連合安全保障理事会において全会一致で採択された決議。決議687（1991年4月3日に賛成票多数で採択：イラクに対する和平案およびUNSCOMの設置）と決議707（1991年8月15日に全会一致で採択：決議687を遵守しないイラクに対する非難）を想起した上で、国際連合安全保障理事会は国際連合憲章第7章に基づいて、国際原子力機関（IAEA）と国際連合のペレス＝デ＝クエヤル事務総長が提出したイラクの大量破壊兵器開発計画を長期間に渡って監視する計画を承認し、国際原子力機関とペレス＝デ＝クエヤル事務総長に対し、イラクの両用施設に関する「継続的な監視と検証」の提出を義務づけた。
決議715の採択に基づく事案の履行を完全なものにするため、国際連合が設けた補助機関である国際連合大量破壊兵器廃棄特別委員会（英: United Nations Special Commission（UNSCOM））が査察先の指定、国際原子力機関との協力関係、および査察に関する機能を引き続き有していくことを決定した。また国際連合安全保障理事会はイラクに対し、決議715を速やかに遵守し、かつ無条件で大量破壊兵器廃棄に向けての義務を果たしていくこと、さらに国際原子力機関と国際連合大量破壊兵器廃棄特別委員会の現地査察を受け入れることを要求した。
さらに決議715では、国際連合大量破壊兵器廃棄特別委員会と国際原子力機関のハンス・ブリックス事務局長の査察活動を支援するため、国際連合加盟国が資金面において「最大限の援助」を行うことも決議した。なお国際連合安全保障理事会は、決議661（1990年8月2日に賛成票多数により採択：イラクのクウェート侵攻に対する制裁）の採択により設置された安全保障理事会委員会が国際連合大量破壊兵器廃棄特別委員会、および国際原子力機関と協力した上で、今後における兵器（武器、生物兵器、化学兵器、核兵器、軍事兵器）売却に向けて監視を行う枠組みを構築するように要請した。なお、国際連合安全保障理事会は国際連合のペレス＝デ＝クエヤル事務総長と国際原子力機関のハンス・ブリックス事務局長に対し、決議715の採択後に少なくとも半年ごとの監視計画の実施状況を報告するように要求した。
これまで自国の大量破壊兵器に関する決議を拒否したり、原則的な合意に終始していたイラクは、1993年11月26日に決議715の全面受け入れを了承した。